# Kulykiwske
Kulykiwske (ukrainisch Куликівське; russisch Московское/Moskowskoje) ist eine Siedlung städtischen Typs im Osten der Ukraine in der Oblast Donezk mit etwa 700 Einwohnern.

## Geographie
Die Siedlung städtischen Typs liegt im Donezbecken, etwa 50 Kilometer östlich vom Oblastzentrum Donezk und 9 Kilometer nordöstlich vom Stadtzentrum von Schachtarsk, zu dessen Stadtkreis sie zählt, entfernt.
Der Ort gehört seit 2009 zur Siedlungsratsgemeinde von Kontarne, vorher war er direkt der Stadt Schachtarsk unterstellt.

## Geschichte
Der Ort wurde nach dem Zweiten Weltkrieg als Bergarbeitersiedlung gegründet und erhielt 1957 den Status einer Siedlung städtischen Typs, seit Sommer 2014 ist der Ort im Verlauf des Ukrainekrieges durch Separatisten der Volksrepublik Donezk besetzt.